# Lithomoia confluens
Lithomoia confluens là một loài bướm đêm trong họ Noctuidae.